# 화이트 카운티스
화이트 카운티스(The White Countess)는 중국에서 제작된 제임스 아이버리 감독의 2005년 드라마 영화이다. 랄프 파인즈 등이 주연으로 출연하였고 이스마일 머천트 등이 제작에 참여하였다.

## 출연

### 주연
- 랄프 파인즈
- 나타샤 리차드슨

### 조연
- 바네사 레드그레이브
- 린 레드그레이브
- 존 우드
- 마들레인 포터
- 알랜 코드너
- 사나다 히로유키

## 제작진
- 공동제작: 폴 브래들리
- 공동제작: 리처드 하울리
- 미술: 앤드류 샌더스
- 의상: 존 브라이트
- Ass-PD: 벤 스펜서
- 배역: 제임스 캘러리
- 배역: 셀레스탸 폭스